# Poolbillard-Europameisterschaft 2000
Die Poolbillard-Europameisterschaft 2000 war ein Poolbillardturnier, das vom 31. März bis 10. April 2000 im Festspielhaus in Bregenz stattfand. Nach 1985 und 1992 wurde die EM zum dritten Mal in Österreich ausgetragen.
Ausgespielt wurden die Disziplinen 8-Ball, 9-Ball und 14/1 endlos bei den Damen, Herren und Rollstuhlfahrern, wobei die Rollstuhlfahrer kein 14/1 endlos spielten. Bei den Herren und Damen wurden zudem Mannschafts-Europameister ermittelt.
Im Finale gegen den Niederländer Alex Lely wurde der Deutsche Oliver Ortmann Europameister im 14/1 endlos. Ein Jahr zuvor hatte er das Finale gegen den Schweden Marcus Chamat verloren, der nun durch einen Finalsieg gegen Ralf Souquet 9-Ball-Europameister wurde. Im 8-Ball-Finale gewann Titelverteidiger Souquet gegen Thomas Engert. Die Engert und Ortmann gewannen darüber hinaus eine Bronzemedaille, ebenso der Schweizer Samuel Clemann und der Finne Mika Immonen. Der Franzose Stephan Cohen gewann zweimal Bronze.
Im 14/1 endlos der Damen verlor Titelverteidigerin Franziska Stark gegen die Schwedin Christina Niklasson. Im 8-Ball-Finale gegen Karin Mayet gelang es Stark hingegen ihren Titel aus dem Vorjahr zu verteidigen. Mayet wurde im Finale gegen die Norwegerin Line Kjørsvik Europameisterin. Zudem gewannen die Deutschen Daniela Husseneder, Sandra Ortner und Stark jeweils eine Bronzemedaille.
Bei den Rollstuhlfahrern trafen in beiden Finals der Belgier Kurt Deklerck und der Schwede Henrik Larsson aufeinander. Dabei besiegte Deklerck den Titelverteidiger im 8-Ball, im 9-Ball verlor er als Titelverteidiger gegen Larsson. Der Österreicher Emil Schranz und der Deutsche Tankred Volkmer gewannen Bronze im 8-Ball.
Bei den Herren-Mannschaften unterlag Titelverteidiger Deutschland in einer Neuauflage des Vorjahres-Finales gegen die Niederlande, die somit erstmals Europameister wurden. Finnland und Schweden belegten den dritten Platz.
Mannschafts-Europameister der Damen wurde Titelverteidiger Schweden im Finale gegen die Schweiz. Österreich und Deutschland gewannen die Bronzemedaillen.

## Medaillengewinner
| Disziplin                | Gold                | Silber          | Bronze             |
| ------------------------ | ------------------- | --------------- | ------------------ |
| Herren – 14/1 endlos     | Oliver Ortmann      | Alex Lely       | Stephan Cohen      |
| Herren – 14/1 endlos     | Oliver Ortmann      | Alex Lely       | Thomas Engert      |
| Herren – 8-Ball          | Ralf Souquet        | Thomas Engert   | Oliver Ortmann     |
| Herren – 8-Ball          | Ralf Souquet        | Thomas Engert   | Stephan Cohen      |
| Herren – 9-Ball          | Marcus Chamat       | Ralf Souquet    | Samuel Clemann     |
| Herren – 9-Ball          | Marcus Chamat       | Ralf Souquet    | Mika Immonen       |
| Herren-Mannschaft        | Niederlande         | Deutschland     | Finnland           |
| Herren-Mannschaft        | Niederlande         | Deutschland     | Schweden           |
| Damen – 14/1 endlos      | Christina Niklasson | Franziska Stark | Daniela Husseneder |
| Damen – 14/1 endlos      | Christina Niklasson | Franziska Stark | Sandra Ortner      |
| Damen – 8-Ball           | Franziska Stark     | Karin Mayet     | Ulrika Andersson   |
| Damen – 8-Ball           | Franziska Stark     | Karin Mayet     | Grazyana Gronowska |
| Damen – 9-Ball           | Karin Mayet         | Line Kjørsvik   | Franziska Stark    |
| Damen – 9-Ball           | Karin Mayet         | Line Kjørsvik   | Ulrika Andersson   |
| Damen-Mannschaft         | Schweden            | Schweiz         | Österreich         |
| Damen-Mannschaft         | Schweden            | Schweiz         | Deutschland        |
| Rollstuhlfahrer – 8-Ball | Kurt Deklerck       | Henrik Larsson  | Emil Schranz       |
| Rollstuhlfahrer – 8-Ball | Kurt Deklerck       | Henrik Larsson  | Tankred Volkmer    |
| Rollstuhlfahrer – 9-Ball | Henrik Larsson      | Kurt Deklerck   | Michael White      |
| Rollstuhlfahrer – 9-Ball | Henrik Larsson      | Kurt Deklerck   | Fred Dinsmore      |